# King Seat
King Seat är en kulle i Storbritannien.   Den ligger i kommunen Scottish Borders och riksdelen Skottland, i den centrala delen av landet, 500 km norr om huvudstaden London. Toppen på King Seat är 463 meter över havet.
Terrängen runt King Seat är varierad.Runt King Seat är det glesbefolkat, med 16 invånare per kvadratkilometer. Närmaste större samhälle är Livingston, 16,7 km norr om King Seat. Trakten runt King Seat består i huvudsak av gräsmarker.